# Kevin Kim
Pour les articles homonymes, voir Kim.
 (avril 2019).
Si vous disposez d'ouvrages ou d'articles de référence ou si vous connaissez des sites web de qualité traitant du thème abordé ici, merci de compléter l'article en donnant les références utiles à sa vérifiabilité et en les liant à la section « Notes et références ».
Kevin Kim, né le 26 juillet 1978 à Torrance, est un joueur de tennis américain d'origine coréenne, professionnel depuis 1997.
Il n'a jamais remporté de tournois sur le circuit ATP. Le 21 mars 2005, il a atteint la 63e place mondiale ce qui est son meilleur classement depuis qu'il est passé professionnel.
Il a remporté 9 tournois Challenger en simple et deux en double.

## Débuts de carrière difficile en tournois majeurs en simple
Il doit attendre 2005 pour passer le premier tour dans un tournoi majeur. Il est éliminé à deux reprises par le français Sébastien Grosjean lors de ces tournois. C'est en 2005 qu'il arrive au troisième tour de l'Open d'Australie, battant  Lee Hyung-taik au premier tour durant un match en cinq sets (3-6 6-4 6-3 3-6 6-1); puis il bat Guillermo García-López en trois sets (6-4 6-2 6-2); mais il s'incline au tour suivant face à Thomas Johansson (6-3 2-6 7-6 6-2 6-2). À Wimbledon, il passe aussi au second tour en éliminant le local Alex Bogdanovic (6-7 6-1 6-4 6-2), mais il perd contre Taylor Dent (6-3 6-4 6-4) au tour suivant.
En 2005, il obtient plus de résultats en majeur associé à Lee Hyung-taik dans le tournoi de Roland Garros. Éliminant la paire tête de série numéro 4 Mahesh Bhupathi - Todd Woodbridge au premier tour sur un score de 7-6 4-6 7-5. Puis ils passent Karol Beck associé à Jaroslav Levinský 7-5 6-1. Ils seront défaits par Fernando González - Nicolás Massú sur un double 6-2. Ce sera son meilleur résultat en majeur simple et double confondu.

## 2006 - 2009: des années délicates puis des résultats plus convaincants
Il n'obtient que rarement de bons résultats. Souvent éliminé durant les deux premiers tours. C'est en 2009 qu'il obtient enfin un résultat plus probant. Lors du tournoi de Newport, il passe Sébastien Grosjean, puis Daniel Brands avant de se faire éliminer par Sam Querrey au tour suivant. Lors des tournois majeurs, il passe qu'à trois reprises le premier tour sans pour autant réitérer sa performance de l'Open d'Australie (éliminé par Nikolay Davydenko en 2006 à l'Open d'Australie,  Rafael Nadal l'élimine la même année à Roland Garros, et enfin Sam Querrey l'élimine à l'US Open trois ans plus tard).

## 2010 - 2015: peu de matchs puis fin de carrière
Durant cinq ans, il ne fait que rarement apparition dans les tournois. Ne jouant que six matchs durant ces cinq années. Il sera même absent du circuit durant trois ans (2011 et 2012) et en 2014. Il ne gagne qu'un seul match durant cette période à Pune contre Daniel Brands sur un double 6-2 avant de céder face à Dudi Sela sur un score de 7-6 6-2. 

## Palmarès

### Finale en double (1)
| No | Date       | Nom et lieu du tournoi                   | Catégorie   | Dotation  | Surface      | Vainqueurs                   | Partenaire | Score     |          |
| -- | ---------- | ---------------------------------------- | ----------- | --------- | ------------ | ---------------------------- | ---------- | --------- | -------- |
| 1  | 30-04-2001 | US Men's Clay Court Championship Houston | Int' Series | 325 000 $ | Terre (ext.) | Mahesh Bhupathi Leander Paes | Jim Thomas | 7-64, 6-2 | Parcours |

## Parcours dans les tournois duGrand Chelem

### En simple
| Année | Open d'Australie | Open d'Australie | Internationaux de France | Internationaux de France | Wimbledon       | Wimbledon      | US Open         | US Open     |
| ----- | ---------------- | ---------------- | ------------------------ | ------------------------ | --------------- | -------------- | --------------- | ----------- |
| 1996  | —                | —                | —                        | —                        | —               | —              | 1er tour (1/64) | D. Wheaton  |
| 1997  | —                | —                | —                        | —                        | —               | —              | —               | —           |
| 1998  | —                | —                | —                        | —                        | —               | —              | —               | —           |
| 1999  | —                | —                | —                        | —                        | —               | —              | 1er tour (1/64) | F. Meligeni |
| 2000  | —                | —                | —                        | —                        | —               | —              | 1er tour (1/64) | S. Grosjean |
| 2001  | —                | —                | —                        | —                        | —               | —              | —               | —           |
| 2002  | —                | —                | —                        | —                        | —               | —              | —               | —           |
| 2003  | —                | —                | —                        | —                        | —               | —              | —               | —           |
| 2004  | —                | —                | 1er tour (1/64)          | S. Grosjean              | —               | —              | —               | —           |
| 2005  | 3e tour (1/16)   | T. Johansson     | 1er tour (1/64)          | R. Vik                   | 2e tour (1/32)  | T. Dent        | 1er tour (1/64) | M. Lammer   |
| 2006  | 2e tour (1/32)   | N. Davydenko     | 2e tour (1/32)           | R. Nadal                 | 1er tour (1/64) | D. Sanguinetti | 1er tour (1/64) | J. Hernych  |
| 2007  | 1er tour (1/64)  | S. Wawrinka      | —                        | —                        | 1er tour (1/64) | N. Lapentti    | —               | —           |
| 2008  | —                | —                | —                        | —                        | 1er tour (1/64) | R. Söderling   | —               | —           |
| 2009  | —                | —                | 1er tour (1/64)          | R. Söderling             | 1er tour (1/64) | D. Ferrer      | 2e tour (1/32)  | S. Querrey  |

N.B. : à droite du résultat se trouve le nom de l'ultime adversaire.

### En double
| Année | Open d'Australie              | Open d'Australie     | Internationaux de France | Internationaux de France | Wimbledon                 | Wimbledon                     | US Open                   | US Open                   |
| ----- | ----------------------------- | -------------------- | ------------------------ | ------------------------ | ------------------------- | ----------------------------- | ------------------------- | ------------------------- |
| 1999  | —                             | —                    | —                        | —                        | —                         | —                             | 1er tour (1/32) C. Mamiit | O. Delaitre F. Santoro    |
| 2000  | —                             | —                    | —                        | —                        | 1er tour (1/32) J. Blake  | R. Federer A. Kratzmann       | 2e tour (1/16) J. Blake   | D. Macpherson G. Stafford |
| 2001  | —                             | —                    | —                        | —                        | 2e tour (1/16) G. Weiner  | M. Hill J. Tarango            | 1er tour (1/32) G. Weiner | D. Johnson J. Palmer      |
| 2002  | —                             | —                    | —                        | —                        | —                         | —                             | 1er tour (1/32) A. Kim    | A. Clément S. Grosjean    |
| 2003  | —                             | —                    | —                        | —                        | —                         | —                             | —                         | —                         |
| 2004  | —                             | —                    | —                        | —                        | —                         | —                             | —                         | —                         |
| 2005  | 1er tour (1/32) J.-M. Gambill | A. Fisher T. Parrott | 1/8 de finale Lee H-t.   | F. González N. Massú     | 1er tour (1/32) Lee H-t.  | J. Auckland D. Kiernan        | —                         | —                         |
| 2006  | —                             | —                    | —                        | —                        | 1er tour (1/32) C. Mamiit | Sa. Ratiwatana So. Ratiwatana | —                         | —                         |
| 2007  | 1er tour (1/32) Lee H-t.      | N. Healey R. Smeets  | —                        | —                        | 2e tour (1/16) R. Smeets  | J. Levinský D. Škoch          | —                         | —                         |

N.B. : le nom du ou de la partenaire se trouve sous le résultat ; le nom des ultimes adversaires se trouve à droite.